# Partij Belangenbehartiging en Ontwikkeling
De Partij Belangenbehartiging en Ontwikkeling (PBO) is een Surinaamse politieke partij. Ze werd  rond 1 april 2014 opgericht.
Voorzitter en medeoprichter van de partij is Ronald Hooghart, de voorzitter van de vakfederatie Centrale van Landsdienaren Organisaties (CLO). Secretaris van de partij is Michael Miskin, eveneens een oud-NPS'er en bestuurder van de CLO. Miskin was van 2010 tot 2015 minister in het eerste kabinet Bouterse. Volgens Hooghart werd de partij opgericht omdat vooral de oude bestaande partijen geen aandacht zouden schenken aan betere sociale structuren.
Vanaf het begin kondigde Hooghart aan dat Pertjajah Luhur en de NDP van Bouterse voor hem kandidaten waren om mee samen te werken. De PBO ging de verkiezingen van 2015 in onder de vleugels van de NDP, waarbij Hooghart als niet-lid op de lijst van de NDP kwam te staan. Doordat  Bouterse en Adhin direct na de verkiezingen doorschoven als president en vicepresident, kwam voor Hooghart een zetel in De Nationale Assemblée vrij.